# Cligmancollectie
De Cligmancollectie werd verzameld door de textielmagnaat Léon Cligman (Tighina, 26 mei 1920 – Parijs, 15 mei 2022) en zijn echtgenote Martine Lévi (Troyes, 22 april 1932) gedurende de tijdsperiode 1960- 2000. Ze huwden in 1954, en besloten de traditie van haar familie van kunstverzamelaars verder te zetten. De collectie bestaat uit ongeveer 1200 stukken, waarvan de waarde op 20 miljoen euro wordt geschat. Ze bevat schilderijen, tekeningen en beeldhouwwerken van kunstenaars uit de negentiende en twintigste eeuw, evenals antiquiteiten en objecten uit Afrika, Oceanië, Azië en de Amerika's.

## Familiebanden
Martine Lévy is de dochter van Pierre en Denise Lévy, schenkers van het Musée d'art moderne de Troyes. Zij is beeldhouwster en schilderes en is bekend onder de naam Martine Martine. Zij studeerde aan de Académie Julian en de Académie de la Grande Chaumière in Parijs.
Léon Cligman werd geboren als Leib Cligman in Tighina (het huidige Bender in Moldavië) en kwam als achtjarige aan in Parijs. Deze zoon van een textielindustrieel studeerde aan de ESCP Business School in de Parijse afdeling (promotie 1938).
In nauwe samenwerking met zijn schoonfamilie bouwde beide generaties aan een grote verzameling kunstvoorwerpen.
Hun rode draad is een gezamenlijke liefde voor het figuratieve en de goed geconstrueerde vorm, geërfd van de lessen van Derain. Zij werden aangetrokken door de kunst van het interbellum en door de Oost-Europese kunstenaars die deel uitmaakten van de Parijse School. Van Dongen, Soutine, Marquet, Vlaminck, Gris, Rouault of Fautrier worden speciaal geëerd.

## Schenkingen

### Mislukt project in Tours
In juni 2016 werd aan de gemeenteraad van Tours een voorstel voorgelegd om de collectie Cligman te schenken aan het Musée des Beaux-Arts van Tours. Van de 1800 werken werden er 1200 geselecteerd. De werken omvatten schilderijen van Camille Corot, Henri de Toulouse-Lautrec, Maurice de Vlaminck, beeldhouwwerken van César, Eugène Delacroix, Edgar Degas, tekeningen van Jean-Baptiste Carpeaux, Kees van Dongen, en antiquiteiten (Afrika, Egypte, Griekenland, Rome). Deze schenking gaat gepaard met de financiering van de bouw van een uitbreiding van het museum waarin deze collectie zal worden ondergebracht. In maart 2017 beëindigde het stadsbestuur van Tours het partnerschap tussen de stad en het Jeu de Paume, met als doel de Cligman-collectie te installeren in het kasteel van Tours, dat eerder tijdelijke tentoonstellingen van het Jeu de Paume had gehuisvest.

### Succesvol project in Fontevraud
Na het mislukken van het project met de stad Tours in augustus 2017, is de schenking van het echtpaar Cligman uiteindelijk naar de regio Pays de la Loire gegaan, meer bepaald naar de abdij van Fontevraud.
Op 23 juli 2018 ondertekenden Léon Cligman en zijn echtgenote op het ministerie van Cultuur de officiële schenkingsakte voor 566 werken. Op 17 juli 2019 werd dit aangevuld met een bijkomende schenking van 252 werken. Het museum voor moderne kunst van Fontevraud, waarvan de bouw 11,8 miljoen euro kostte, werd in september 2021 geopend. De scenografie is van Constance Guisset
De regio Pays de la Loire neemt ook de verantwoordelijkheid op zich om te bewaren, te restaureren.

## Werken uit de collectie

### Europa
- Degas Edgard, De strijkster, c. 1884, houtskool op papier perkament overtrekpapier geplakt op karton, 54 x 41,7 cm, Fontevraud, le musée d'Art moderne.
- Degas Edgard, La femme surprise, c. 1884, Fontevraud, le musée d'Art moderne.
- Degas Edgard, Vrouw die zich uitrekt, c. 1884-1889, gegoten in c. 1920. Gepatineerd bros, 63,5 x 23 15 cm., c. 1884, Fontevraud, le musée d'Art moderne.
- Delaunay Robert, Vrouw op de markt in Portugal, 1915, Fontevraud, le musée d'Art moderne.
- Derain André , Portret van een zigeuner, 1930, olieverf op doek, 46,5 x 51 cm, Fontevraud, le musée d'Art moderne.
- Dongen Kees van, Hoofd van een zigeunerin, 1910
- Fautrier Jean, Emilienne, 1925, olieverf op doek, 41 x 33 cm, Fontevraud, le musée d'Art moderne
- Gris Juan, Kruiswoordraadsels, 1925, 38,4 x 46 cm, Fontevraud, le musée d'Art moderne.
- Kars Georges, Portret van een dame met zwarte hoed, c. 1900 , le musée d'Art moderne.
- Marquet Albert, Le Quai des Grands-Agustins, 1905, olieverf op doek, 60,5 x 73,5 cm, Fontevraud, le musée d'Art moderne.
- Richier Germaine, Groot schaakspel, 1959.
- Chavannes Pierre Puvis de, portret van
- Soutine Chaïm, Appelsienen op een groene achtergrond, 1916, olieverf op doek, 41,5 x 63 cm, Fontevraud, le musée d'Art moderne.
- Vlaminck, Maurice de, De Seine bij Ivry,

### Buiten Europa
- Griekenland, archipel van de Cycladen, Amorgos, Hoofd van een vrouwelijk beeld, 2800-2300 v. Chr.), Marmer van Paros, 19,4 x 9,6 x 8 cm, Fontevraud, le musée d’Art moderne.
- Batak, Sumatra, Hoofd van Singha, ongedateerd, hout met sporen van polychromie, 125 x 43 x 35 cm, Fontevraud, le musée d’Art moderne
- Midden-Egypte, mannelijk dodenmasker, Romeinse periode, I-IIe eeuw, geschilderd stucwerk met glasinlegging en sporen van polyhromie, 22 x 18 x 13 cm, Fontevraud, le musée d’Art moderne
- Tijdperk van koning Gudéa (c. 2120-2100 v. CHr.), Hoofd van een Soemerische prins, groene dioriet, 16 x 11,5 x 13,5 cm, Fontevraud, le musée d’Art moderne.
- Yoruba, Koppel van de Ibedji stem, tweede helft 19e eeuw.